# Macallan Lake
Macallan Lake är en sjö i Kanada.   Den ligger i provinsen British Columbia, i den sydvästra delen av landet, 3 700 km väster om huvudstaden Ottawa. Macallan Lake ligger 70 meter över havet.
Trakten runt Macallan Lake är nära nog obefolkad, med mindre än två invånare per kvadratkilometer.